# Passage de la Cathédrale
La passage de la Cathédrale (en alsacien : Munstergässel ou Minschtergässel) est une voie de Strasbourg rattachée administrativement au quartier Centre. Réservé aux piétons, il s'ouvre entre les nos 18 et 20 de la place de la Cathédrale et débouche au no 30 de la rue des Hallebardes.

## Toponymie

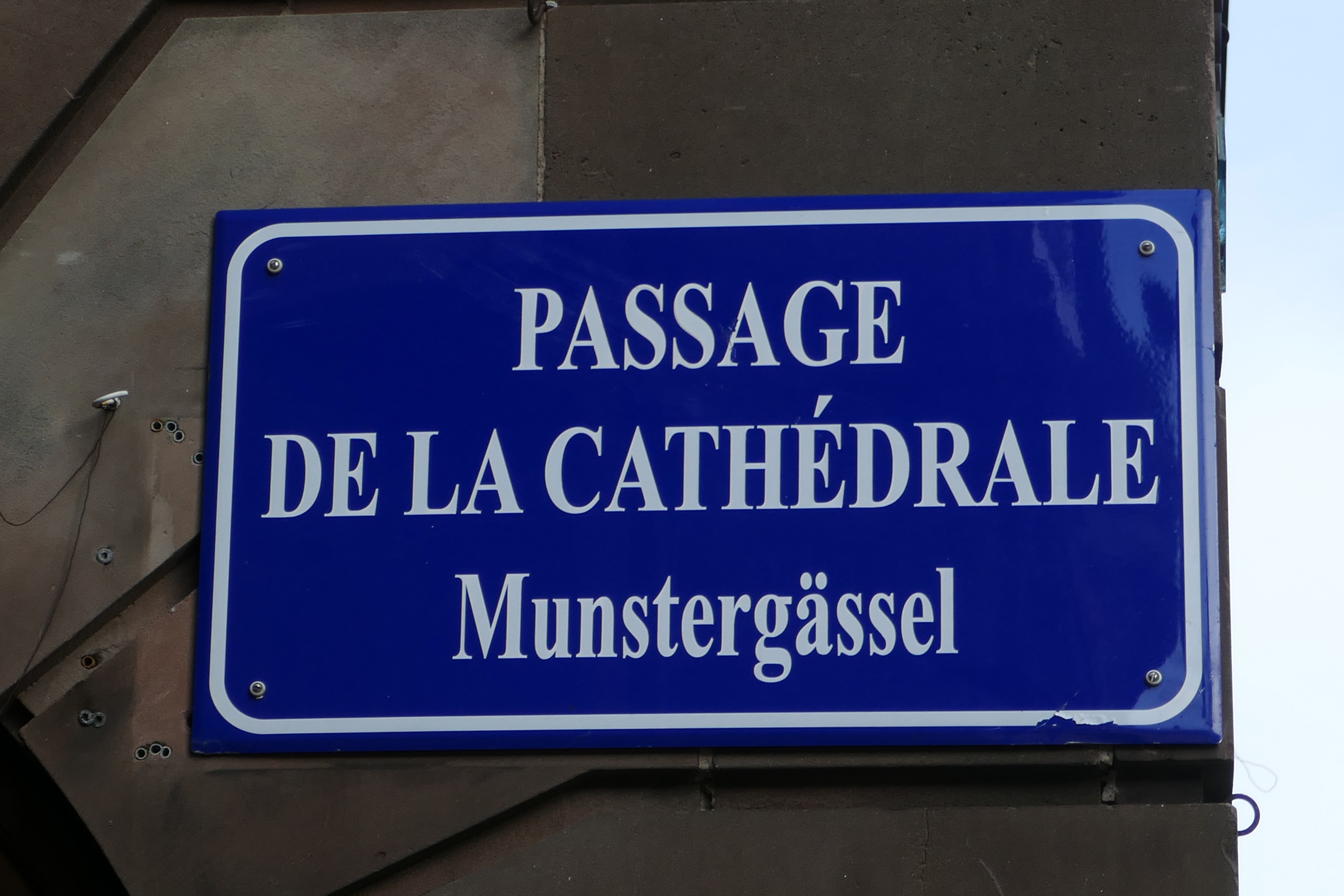
Plaque bilingue, en français et en alsacien.

Au fil des siècles, la voie a porté successivement différentes dénominations : St Jorgengesselin (1466), Münstergässchen (1858), impasse du Dôme (1858), Domgässchen (1892), impasse du Dôme (1918), Domgässchen (1940), impasse du Dôme (1945), passage de la Cathédrale (1956).
Au XVe siècle, elle fait écho à une chapelle Saint-Georges, citée dès 1304 et détruite en 1586. Ensuite l'appellation reste stable, en allemand ou en français, sachant que Dom est synonyme de Münster et signifie « cathédrale ».
Des plaques de rues bilingues, à la fois en français et en alsacien, sont mises en place par la municipalité à partir de 1995. C'est le cas du Munstergässel.

## Bâtiments

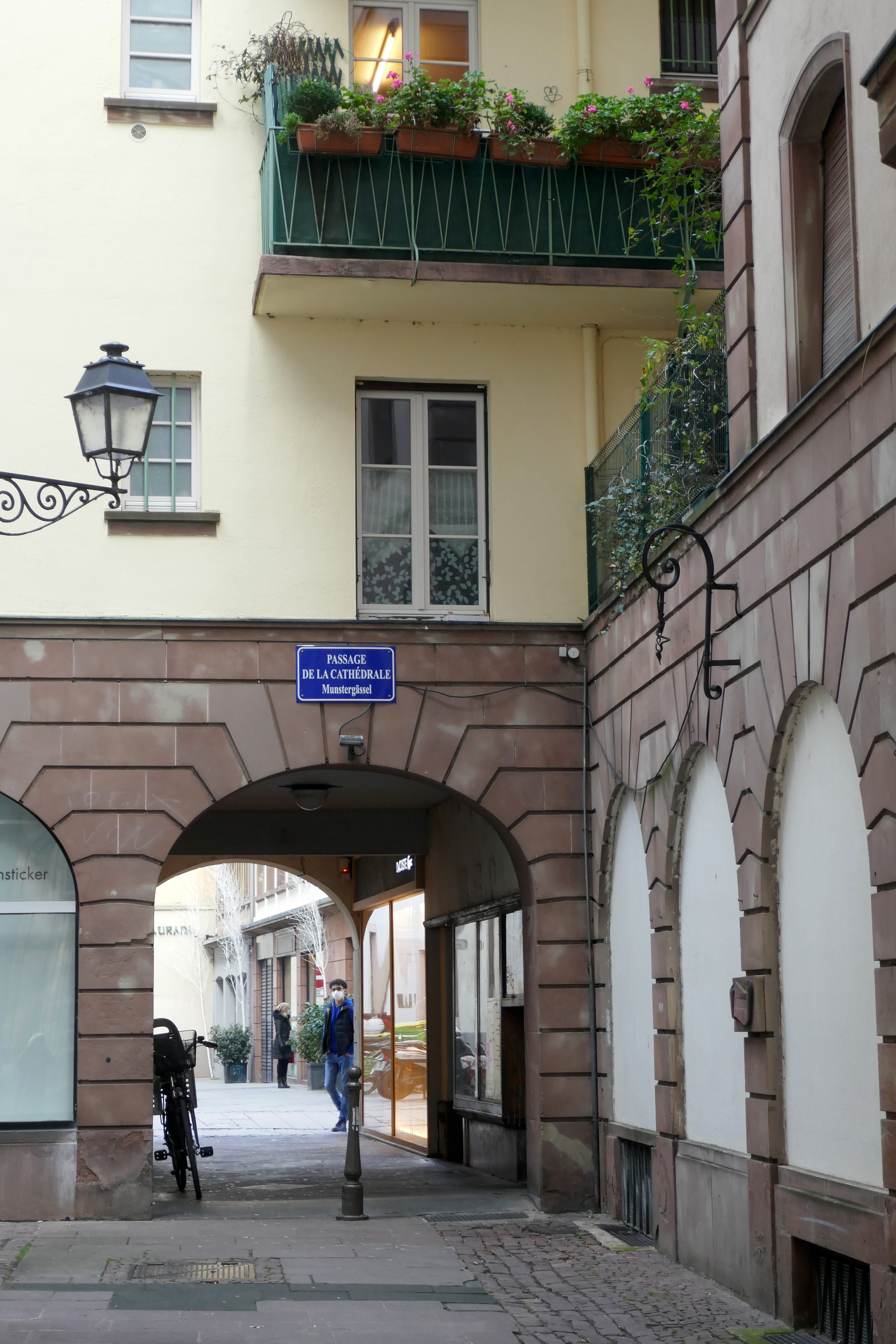
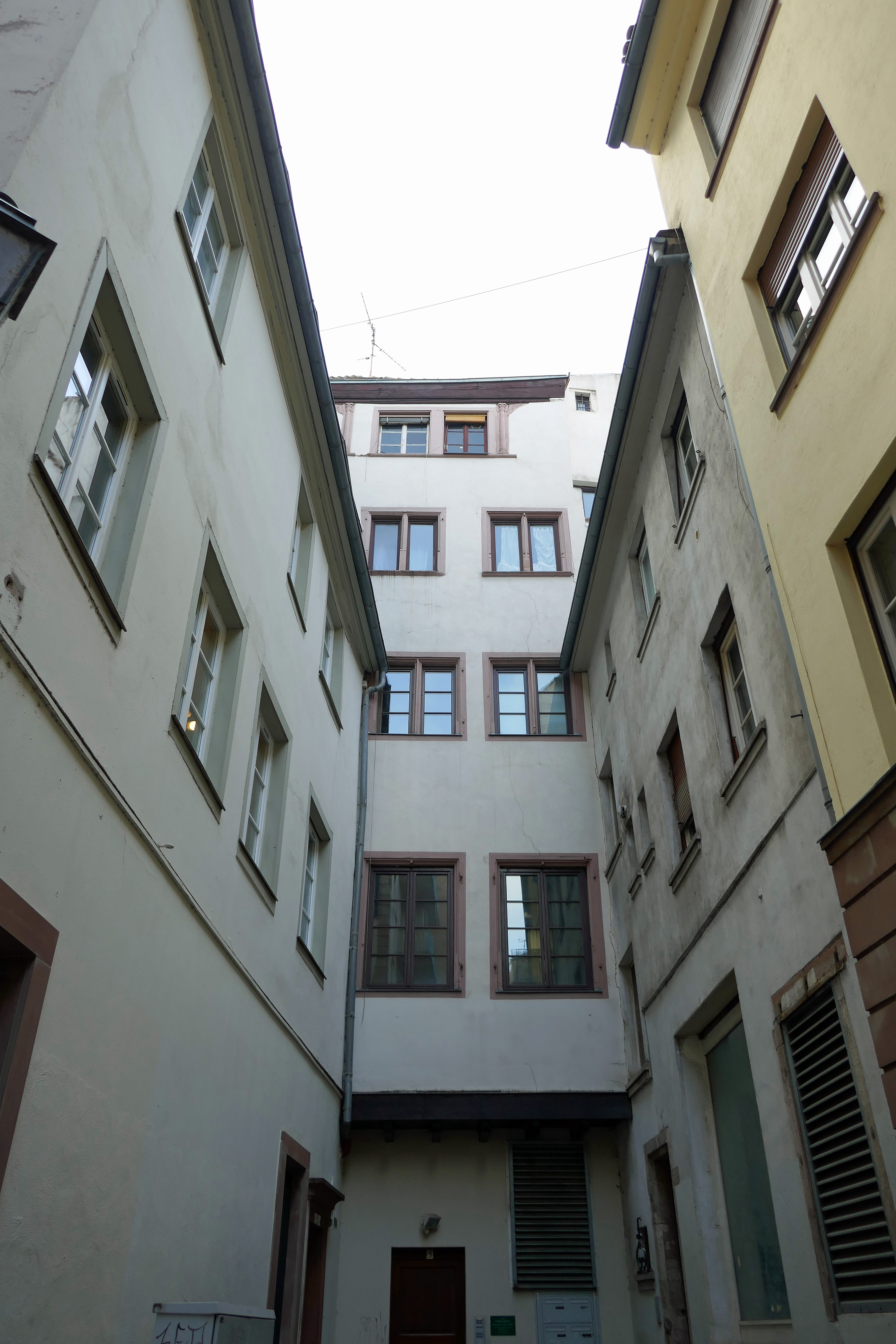
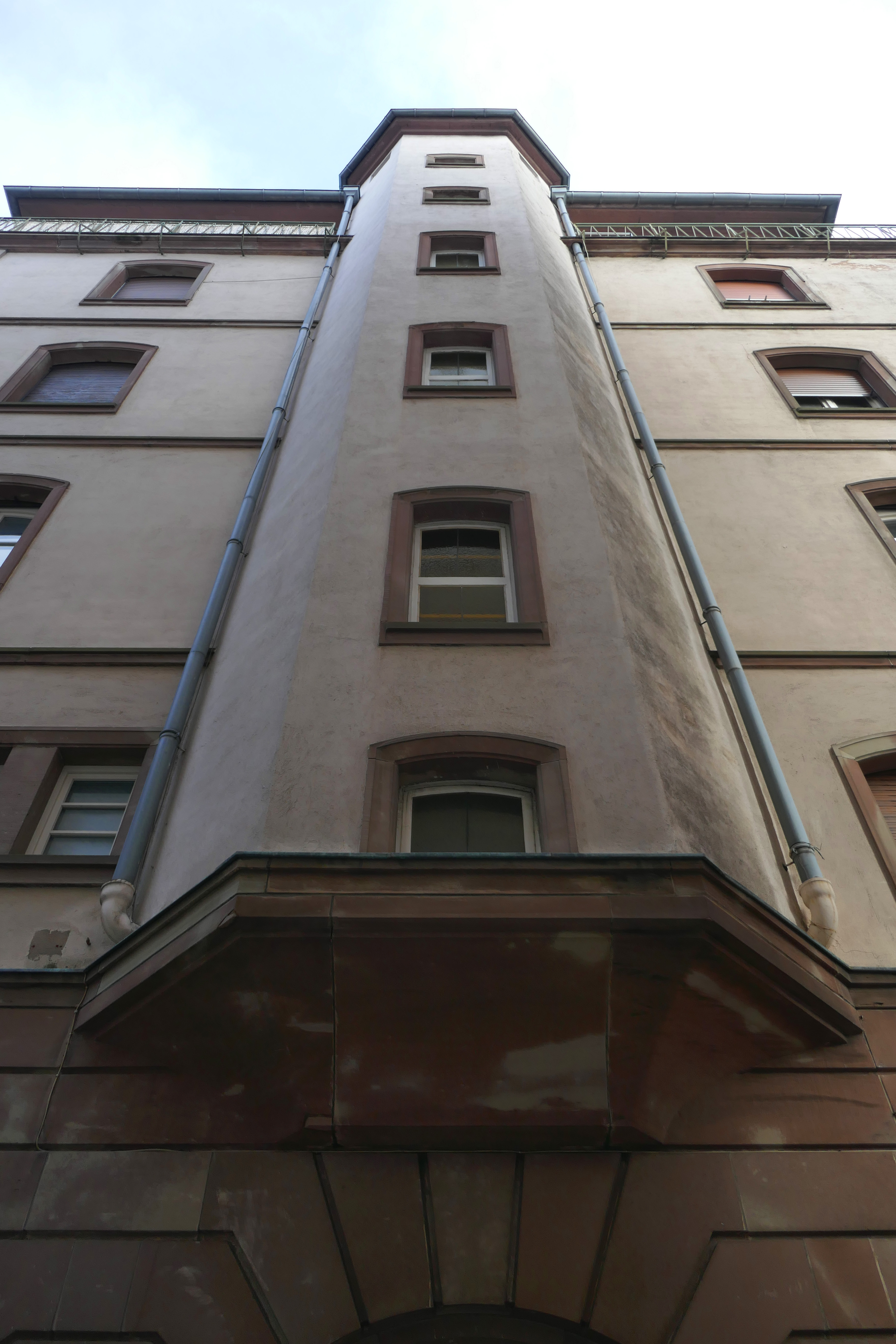
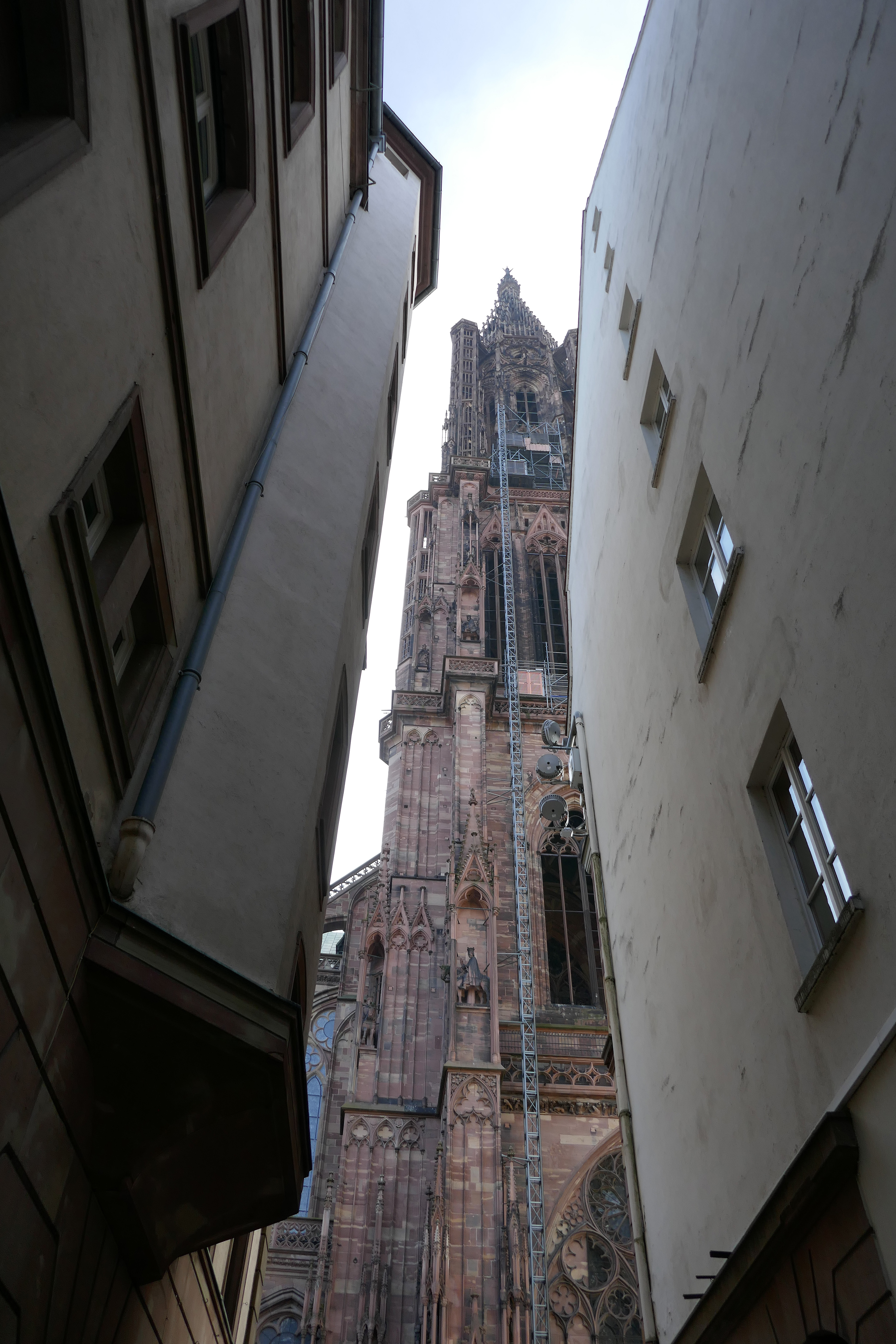
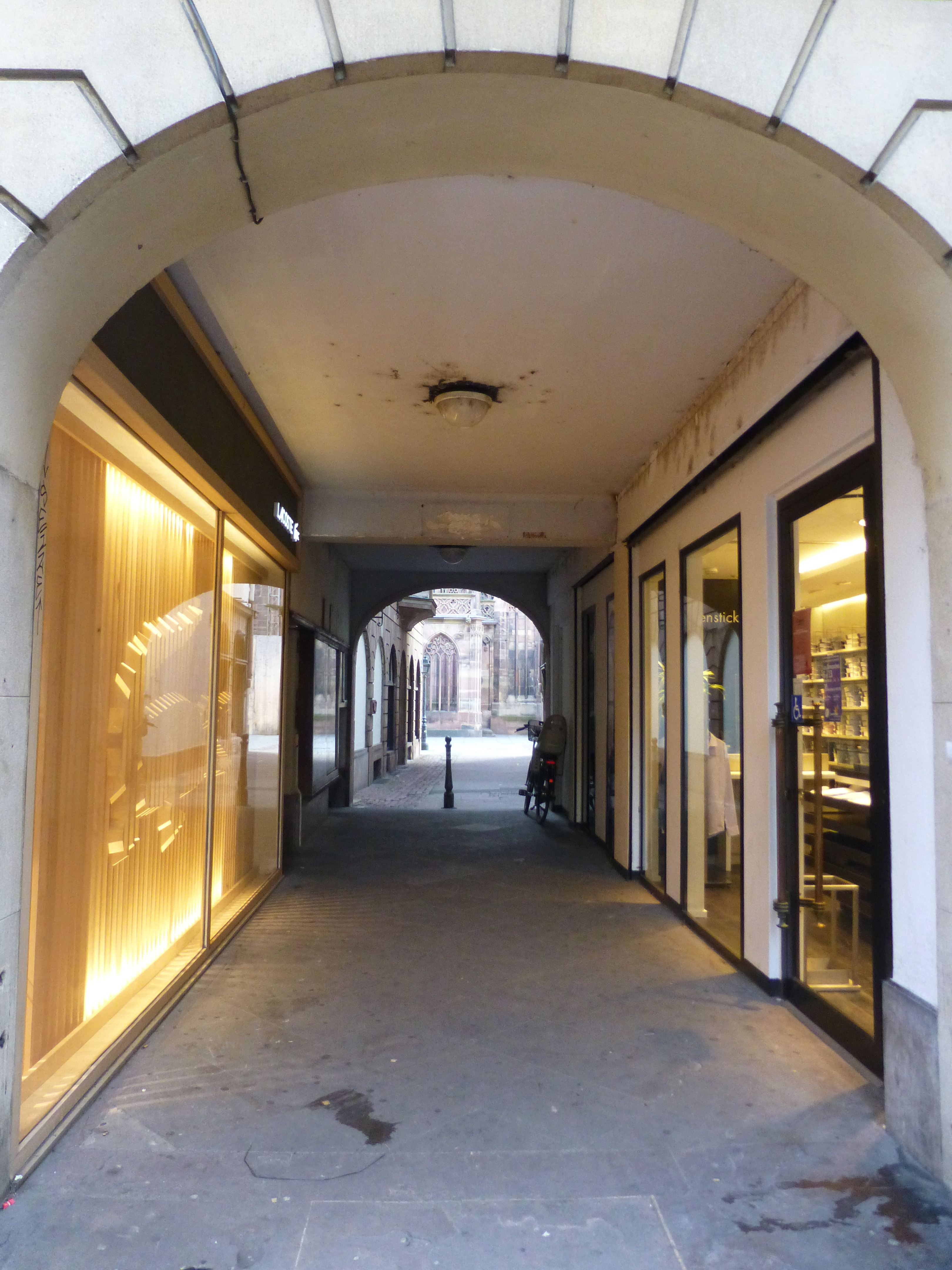